# Nikola Perušić
Nikola Perušić (28. kolovoza 1973., Subotica) je novinar, publicist, bivši lokalni ombudsman, ekološki aktivist, turistički vodič, istraživač misterija, prevoditelj s mađarskog jezika i dobitnik priznanja Mađarskog nacionalnog vijeća u Republici Srbiji.
Autor  je kratkog niskobudžetnog dokumentarnog filma "Od Dalmacije do Sedmogradske" o kardinalu Jurju Utišinoviću. Urednik dvojezične knjige Bunjevačke narodne pisme / Bunjevác népkoltészet u izdanju Bunjevačkog instituta iz Baje.